# Lyrabus
Lyrabus, in alten Quellen auch Leorabus, ist eine kleine Ortschaft auf der schottischen Insel Islay und liegt somit in der Council Area Argyll and Bute beziehungsweise der traditionellen schottischen Grafschaft Argyllshire. Das Dorf liegt etwa fünf Kilometer nordwestlich von Bowmore, dem Hauptort der Insel, und sieben Kilometer nordöstlich von Port Charlotte. Lyrabus ist über eine Nebenstraße der A847, die Portnahaven über Port Charlotte mit der A846 in Bridgend verbindet, erreichbar.

## Geschichte
Lyrabus besteht heute nur noch aus wenigen bewohnten Häusern. Im Jahre 1841 wurden dort noch 88 Personen gezählt, während es 1851 schon 102 Einwohner waren. Im aktuellen Zensus ist Lyrabus nicht explizit aufgeführt.

## Umgebung
Etwa 200 m südöstlich von Craigens Farm befinden sich die Überreste einer Kapelle und eines Friedhofs. Über die Herkunft Gebäudes ist nichts bekannt. Laut den Berichten der Eigentümer des Geländes liegt die Ruine seit Mitte des 16. Jahrhunderts unverändert da. Die ehemalige Kapelle wird als Cill Eileagain bezeichnet, wobei der Name nicht historisch verifiziert werden kann.
Etwa 1,5 km westlich befindet sich das Herrenhaus Foreland House. Dieses wurde um 1820 für Walter Frederick Campbell, den Laird von Islay, gebaut.